# Mioochodaeus proaevus
Mioochodaeus proaevus is een keversoort uit de familie Ochodaeidae. De wetenschappelijke naam van de soort is voor het eerst geldig gepubliceerd in 1849 door Germar.